# Bilan saison par saison du Huddersfield Town Association Football Club
Cet article présente le bilan saison par saison du Huddersfield Town Football Club, à savoir ses résultats en championnat et en coupes nationales depuis 1908.

## Légende du tableau
| Champion / Vainqueur | Deuxième / Finaliste | Troisième | Promotion | Relégation |

Les changements de divisions sont indiqués en gras.
- Première division = Division 1 (jusqu'en 1992) puis Premier League (depuis 1992)
- Deuxième division = Division 2 (jusqu'en 1992) puis Division 1 (1992-2004) puis Championship (depuis 2004)
- Troisième  division = Division 3 (jusqu'en 1992) puis Division 2 (1992-2004) puis League One (depuis 2004)
- Quatrième division = Division 4 (jusqu'en 1992) puis Division 3 (1992-2004) puis League Two (depuis 2004)

## Bilan toutes compétitions confondues
| Saison                                                                                   | Championnat          | Championnat | Championnat | Championnat | Championnat | Championnat | Championnat | Championnat | Championnat | Championnat | Coupes nationales  | Coupes nationales | Coupes nationales | Coupes nationales     |
| Saison                                                                                   | Division             | Pos         | Pts         | J           | V           | N           | D           | BP          | BC          | Diff.       | Coupe d'Angleterre | Coupe de la Ligue | Supercoupe        | EFL Trophy            |
| ---------------------------------------------------------------------------------------- | -------------------- | ----------- | ----------- | ----------- | ----------- | ----------- | ----------- | ----------- | ----------- | ----------- | ------------------ | ----------------- | ----------------- | --------------------- |
| 1908-1909                                                                                | North Eastern League | 16e         | 24          | 34          | 10          | 4           | 20          | 47          | 78          | -31         | Non-inscrit        | —                 | —                 | —                     |
| 1909-1910                                                                                | Midland League       | 5e          | 50          | 42          | 22          | 6           | 14          | 92          | 76          | +16         | Quatrième tour Q   | —                 | —                 | —                     |
| 1910-1911                                                                                | Division 2           | 13e         | 34          | 38          | 13          | 8           | 17          | 57          | 58          | -1          | Quatrième tour Q   | —                 | —                 | —                     |
| 1911-1912                                                                                | Division 2           | 17e         | 32          | 38          | 13          | 6           | 19          | 50          | 64          | -14         | Premier tour       | —                 | —                 | —                     |
| 1912-1913                                                                                | Division 2           | 5e          | 43          | 38          | 17          | 9           | 12          | 66          | 40          | +26         | Deuxième tour      | —                 | —                 | —                     |
| 1913-1914                                                                                | Division 2           | 13e         | 34          | 38          | 13          | 8           | 17          | 47          | 53          | -6          | Deuxième tour      | —                 | —                 | —                     |
| 1914-1915                                                                                | Division 2           | 8e          | 42          | 38          | 17          | 8           | 13          | 61          | 42          | +19         | Premier tour       | —                 | —                 | —                     |
| Aucune compétition disputée entre 1915 et 1919 en raison de la Première Guerre mondiale. |                      |             |             |             |             |             |             |             |             |             |                    |                   |                   |                       |
| 1919-1920                                                                                | Division 2           | 2e          | 64          | 42          | 28          | 8           | 6           | 97          | 38          | +39         | Finale             | —                 | —                 | —                     |
| 1920-1921                                                                                | Division 1           | 17e         | 39          | 42          | 15          | 9           | 18          | 42          | 49          | -7          | Troisième tour     | —                 | —                 | —                     |
| 1921-1922                                                                                | Division 1           | 14e         | 39          | 42          | 15          | 9           | 18          | 53          | 54          | -1          | Vainqueur          | —                 | Vainqueur         | —                     |
| 1922-1923                                                                                | Division 1           | 3e          | 53          | 42          | 21          | 11          | 10          | 60          | 32          | +28         | Troisième tour     | —                 | —                 | —                     |
| 1923-1924                                                                                | Division 1           | 1er         | 57          | 42          | 23          | 11          | 8           | 60          | 33          | +27         | Troisième tour     | —                 | —                 | —                     |
| 1924-1925                                                                                | Division 1           | 1er         | 58          | 42          | 21          | 16          | 5           | 69          | 28          | +41         | Premier tour       | —                 | —                 | —                     |
| 1925-1926                                                                                | Division 1           | 1er         | 57          | 42          | 23          | 11          | 8           | 92          | 60          | +32         | Quatrième tour     | —                 | —                 | —                     |
| 1926-1927                                                                                | Division 1           | 2e          | 51          | 42          | 17          | 17          | 8           | 76          | 60          | +16         | Troisième tour     | —                 | —                 | —                     |
| 1927-1928                                                                                | Division 1           | 2e          | 51          | 42          | 22          | 7           | 13          | 91          | 68          | +23         | Finale             | —                 | —                 | —                     |
| 1928-1929                                                                                | Division 1           | 16e         | 39          | 42          | 14          | 11          | 17          | 70          | 61          | +9          | Demi-finales       | —                 | —                 | —                     |
| 1929-1930                                                                                | Division 1           | 10e         | 43          | 42          | 17          | 9           | 16          | 63          | 69          | -6          | Finale             | —                 | —                 | —                     |
| 1930-1931                                                                                | Division 1           | 5e          | 48          | 42          | 18          | 12          | 12          | 81          | 65          | +16         | Troisième tour     | —                 | —                 | —                     |
| 1931-1932                                                                                | Division 1           | 4e          | 48          | 42          | 19          | 10          | 13          | 80          | 63          | +17         | Quarts de finale   | —                 | —                 | —                     |
| 1932-1933                                                                                | Division 1           | 6e          | 47          | 42          | 18          | 11          | 13          | 66          | 53          | +13         | Quatrième tour     | —                 | —                 | —                     |
| 1933-1934                                                                                | Division 1           | 2e          | 56          | 42          | 23          | 10          | 9           | 90          | 61          | +29         | Quatrième tour     | —                 | —                 | —                     |
| 1934-1935                                                                                | Division 1           | 16e         | 38          | 42          | 14          | 10          | 18          | 76          | 71          | +5          | Troisième tour     | —                 | —                 | —                     |
| 1935-1936                                                                                | Division 1           | 3e          | 48          | 42          | 18          | 12          | 12          | 59          | 56          | +3          | Quatrième tour     | —                 | —                 | —                     |
| 1936-1937                                                                                | Division 1           | 15e         | 39          | 42          | 12          | 15          | 15          | 62          | 64          | -2          | Troisième tour     | —                 | —                 | —                     |
| 1937-1938                                                                                | Division 1           | 15e         | 39          | 42          | 17          | 5           | 20          | 55          | 68          | -13         | Finale             | —                 | —                 | —                     |
| 1938-1939                                                                                | Division 1           | 19e         | 35          | 42          | 12          | 11          | 19          | 58          | 64          | -6          | Demi-finales       | —                 | —                 | —                     |
| Aucune compétition disputée entre 1939 et 1945 en raison de la Seconde Guerre mondiale.  |                      |             |             |             |             |             |             |             |             |             |                    |                   |                   |                       |
| 1945-1946                                                                                | —                    | —           | —           | —           | —           | —           | —           | —           | —           | —           | Troisième tour     | —                 | —                 | —                     |
| 1946-1947                                                                                | Division 1           | 20e         | 33          | 42          | 13          | 7           | 22          | 53          | 79          | -26         | Troisième tour     | —                 | —                 | —                     |
| 1947-1948                                                                                | Division 1           | 19e         | 36          | 42          | 12          | 12          | 18          | 51          | 60          | -9          | Troisième tour     | —                 | —                 | —                     |
| 1948-1949                                                                                | Division 1           | 20e         | 34          | 42          | 12          | 10          | 20          | 40          | 69          | -29         | Quatrième tour     | —                 | —                 | —                     |
| 1949-1950                                                                                | Division 1           | 15e         | 37          | 42          | 14          | 9           | 19          | 52          | 73          | -21         | Troisième tour     | —                 | —                 | —                     |
| 1950-1951                                                                                | Division 1           | 19e         | 36          | 42          | 15          | 6           | 21          | 64          | 92          | -28         | Cinquième tour     | —                 | —                 | —                     |
| 1951-1952                                                                                | Division 1           | 21e         | 28          | 42          | 10          | 8           | 24          | 49          | 82          | -33         | Troisième tour     | —                 | —                 | —                     |
| 1952-1953                                                                                | Division 2           | 2e          | 58          | 42          | 24          | 10          | 8           | 84          | 33          | +51         | Quatrième tour     | —                 | —                 | —                     |
| 1953-1954                                                                                | Division 1           | 3e          | 51          | 42          | 20          | 11          | 11          | 76          | 61          | +15         | Troisième tour     | —                 | —                 | —                     |
| 1954-1955                                                                                | Division 1           | 12e         | 41          | 42          | 14          | 13          | 15          | 63          | 68          | -5          | Quarts de finale   | —                 | —                 | —                     |
| 1955-1956                                                                                | Division 1           | 21e         | 35          | 42          | 14          | 7           | 21          | 54          | 83          | -39         | Troisième tour     | —                 | —                 | —                     |
| 1956-1957                                                                                | Division 2           | 12e         | 42          | 42          | 18          | 6           | 18          | 68          | 74          | -6          | Cinquième tour     | —                 | —                 | —                     |
| 1957-1958                                                                                | Division 2           | 9e          | 44          | 42          | 14          | 16          | 12          | 63          | 66          | -3          | Troisième tour     | —                 | —                 | —                     |
| 1958-1959                                                                                | Division 2           | 14e         | 40          | 42          | 16          | 8           | 18          | 62          | 55          | +7          | Troisième tour     | —                 | —                 | —                     |
| 1959-1960                                                                                | Division 2           | 6e          | 47          | 42          | 19          | 9           | 14          | 73          | 52          | +21         | Quatrième tour     | —                 | —                 | —                     |
| 1960-1961                                                                                | Division 2           | 20e         | 35          | 42          | 13          | 11          | 18          | 62          | 71          | -9          | Quatrième tour     | Deuxième tour     | —                 | —                     |
| 1961-1962                                                                                | Division 2           | 7e          | 44          | 42          | 16          | 12          | 14          | 67          | 59          | +8          | Quatrième tour     | Deuxième tour     | —                 | —                     |
| 1962-1963                                                                                | Division 2           | 6e          | 48          | 42          | 17          | 14          | 11          | 63          | 50          | +13         | Troisième tour     | Deuxième tour     | —                 | —                     |
| 1963-1964                                                                                | Division 2           | 12e         | 40          | 42          | 15          | 10          | 17          | 57          | 64          | -7          | Cinquième tour     | Troisième tour    | —                 | —                     |
| 1964-1965                                                                                | Division 2           | 8e          | 44          | 42          | 17          | 10          | 15          | 53          | 51          | +2          | Quatrième tour     | Deuxième tour     | —                 | —                     |
| 1965-1966                                                                                | Division 2           | 4e          | 51          | 42          | 19          | 13          | 10          | 62          | 36          | +26         | Cinquième tour     | Troisième tour    | —                 | —                     |
| 1966-1967                                                                                | Division 2           | 6e          | 49          | 42          | 20          | 9           | 13          | 58          | 46          | +12         | Troisième tour     | Deuxième tour     | —                 | —                     |
| 1967-1968                                                                                | Division 2           | 14e         | 38          | 42          | 13          | 12          | 17          | 46          | 61          | -15         | Troisième tour     | Demi-finales      | —                 | —                     |
| 1968-1969                                                                                | Division 2           | 6e          | 46          | 42          | 17          | 12          | 13          | 53          | 46          | +7          | Quatrième tour     | Deuxième tour     | —                 | —                     |
| 1969-1970                                                                                | Division 2           | 1er         | 60          | 42          | 24          | 12          | 6           | 68          | 37          | +29         | Troisième tour     | Deuxième tour     | —                 | —                     |
| 1970-1971                                                                                | Division 1           | 15e         | 36          | 42          | 11          | 14          | 17          | 40          | 49          | -9          | Quatrième tour     | Deuxième tour     | —                 | —                     |
| 1971-1972                                                                                | Division 1           | 22e         | 25          | 42          | 6           | 13          | 23          | 27          | 59          | -32         | Quarts de finale   | Deuxième tour     | —                 | —                     |
| 1972-1973                                                                                | Division 2           | 21e         | 33          | 46          | 8           | 17          | 21          | 36          | 56          | -20         | Troisième tour     | Deuxième tour     | —                 | —                     |
| 1973-1974                                                                                | Division 3           | 10e         | 47          | 46          | 17          | 13          | 16          | 56          | 55          | +1          | Deuxième tour      | Premier tour      | —                 | —                     |
| 1974-1975                                                                                | Division 3           | 24e         | 32          | 46          | 11          | 10          | 25          | 47          | 76          | -29         | Premier tour       | Deuxième tour     | —                 | —                     |
| 1975-1976                                                                                | Division 4           | 5e          | 56          | 46          | 21          | 14          | 11          | 56          | 41          | +15         | Quatrième tour     | Deuxième tour     | —                 | —                     |
| 1976-1977                                                                                | Division 4           | 9e          | 50          | 46          | 19          | 12          | 15          | 60          | 49          | +11         | Premier tour       | Troisième tour    | —                 | —                     |
| 1977-1978                                                                                | Division 4           | 11e         | 45          | 46          | 15          | 15          | 16          | 63          | 55          | +8          | Premier tour       | Deuxième tour     | —                 | —                     |
| 1978-1979                                                                                | Division 4           | 9e          | 47          | 46          | 18          | 11          | 17          | 57          | 53          | +4          | Premier tour       | Premier tour      | —                 | —                     |
| 1979-1980                                                                                | Division 4           | 1er         | 66          | 46          | 27          | 12          | 7           | 101         | 48          | +53         | Premier tour       | Deuxième tour     | —                 | —                     |
| 1980-1981                                                                                | Division 3           | 4e          | 56          | 46          | 21          | 14          | 11          | 71          | 40          | +31         | Troisième tour     | Premier tour      | —                 | —                     |
| 1981-1982                                                                                | Division 3           | 17e         | 57          | 46          | 15          | 12          | 15          | 64          | 59          | +5          | Quatrième tour     | Deuxième tour     | —                 | —                     |
| 1982-1983                                                                                | Division 3           | 3e          | 82          | 46          | 23          | 13          | 10          | 84          | 49          | +35         | Troisième tour     | Quatrième tour    | —                 | —                     |
| 1983-1984                                                                                | Division 2           | 12e         | 57          | 42          | 14          | 15          | 13          | 56          | 49          | +7          | Quatrième tour     | Troisième tour    | —                 | —                     |
| 1984-1985                                                                                | Division 2           | 13e         | 55          | 42          | 15          | 12          | 15          | 52          | 64          | -12         | Quatrième tour     | Deuxième tour     | —                 | —                     |
| 1985-1986                                                                                | Division 2           | 16e         | 52          | 42          | 14          | 10          | 18          | 51          | 67          | -16         | Troisième tour     | Deuxième tour     | —                 | —                     |
| 1986-1987                                                                                | Division 2           | 17e         | 51          | 42          | 13          | 12          | 17          | 54          | 61          | -7          | Troisième tour     | Deuxième tour     | —                 | —                     |
| 1987-1988                                                                                | Division 2           | 23e         | 28          | 44          | 6           | 10          | 28          | 41          | 100         | -59         | Troisième tour     | Premier tour      | —                 | —                     |
| 1988-1989                                                                                | Division 3           | 14e         | 60          | 46          | 17          | 9           | 20          | 63          | 73          | -10         | Troisième tour     | Premier tour      | —                 | Quarts de finale Nord |
| 1989-1990                                                                                | Division 3           | 8e          | 65          | 46          | 17          | 14          | 15          | 61          | 62          | -1          | Quatrième tour     | Deuxième tour     | —                 | Premier tour          |
| 1990-1991                                                                                | Division 3           | 11e         | 67          | 46          | 18          | 13          | 15          | 57          | 51          | +6          | Deuxième tour      | Premier tour      | —                 | Tour préliminaire     |
| 1991-1992                                                                                | Division 3           | 3e          | 78          | 46          | 22          | 12          | 12          | 59          | 38          | +21         | Troisième tour     | Troisième tour    | —                 | Demi-finales Nord     |
| 1992-1993                                                                                | Division 2           | 15e         | 60          | 46          | 17          | 9           | 20          | 54          | 61          | -7          | Quatrième tour     | Deuxième tour     | —                 | Demi-finales Nord     |
| 1993-1994                                                                                | Division 2           | 11e         | 65          | 46          | 17          | 14          | 15          | 58          | 61          | -3          | Deuxième tour      | Deuxième tour     | —                 | Finale                |
| 1994-1995                                                                                | Division 2           | 5e          | 81          | 46          | 22          | 15          | 9           | 79          | 49          | +30         | Deuxième tour      | Deuxième tour     | —                 | Quarts de finale Nord |
| 1995-1996                                                                                | Division 1           | 8e          | 63          | 46          | 17          | 12          | 17          | 61          | 58          | +3          | Cinquième tour     | Deuxième tour     | —                 | —                     |
| 1996-1997                                                                                | Division 1           | 20e         | 54          | 46          | 13          | 15          | 18          | 48          | 61          | -13         | Troisième tour     | Troisième tour    | —                 | —                     |
| 1997-1998                                                                                | Division 1           | 16e         | 53          | 46          | 14          | 11          | 21          | 50          | 72          | -22         | Quatrième tour     | Deuxième tour     | —                 | —                     |
| 1998-1999                                                                                | Division 1           | 10e         | 61          | 46          | 15          | 16          | 15          | 62          | 71          | -9          | Cinquième tour     | Deuxième tour     | —                 | —                     |
| 1999-2000                                                                                | Division 1           | 8e          | 74          | 46          | 21          | 11          | 14          | 62          | 49          | +13         | Troisième tour     | Quatrième tour    | —                 | —                     |
| 2000-2001                                                                                | Division 1           | 22e         | 48          | 46          | 11          | 15          | 20          | 48          | 57          | -9          | Troisième tour     | Premier tour      | —                 | —                     |
| 2001-2002                                                                                | Division 2           | 6e          | 78          | 46          | 21          | 15          | 10          | 65          | 47          | +18         | Deuxième tour      | Premier tour      | —                 | Finale Nord           |
| 2002-2003                                                                                | Division 2           | 22e         | 45          | 46          | 11          | 12          | 23          | 39          | 61          | -22         | Premier tour       | Deuxième tour     | —                 | Premier tour          |
| 2003-2004                                                                                | Division 3           | 4e          | 81          | 46          | 23          | 12          | 11          | 68          | 52          | +16         | Premier tour       | Troisième tour    | —                 | Deuxième tour         |
| 2004-2005                                                                                | League One           | 9e          | 70          | 46          | 20          | 10          | 16          | 74          | 65          | +9          | Premier tour       | Premier tour      | —                 | Deuxième tour         |
| 2005-2006                                                                                | League One           | 4e          | 73          | 46          | 19          | 16          | 11          | 72          | 59          | +13         | Troisième tour     | Deuxième tour     | —                 | Premier tour          |
| 2006-2007                                                                                | League One           | 15e         | 59          | 46          | 14          | 17          | 15          | 60          | 69          | -9          | Premier tour       | Premier tour      | —                 | Premier tour          |
| 2007-2008                                                                                | League One           | 10e         | 66          | 46          | 20          | 6           | 20          | 50          | 62          | -12         | Cinquième tour     | Premier tour      | —                 | Premier tour          |
| 2008-2009                                                                                | League One           | 9e          | 68          | 46          | 18          | 14          | 14          | 62          | 65          | -3          | Premier tour       | Deuxième tour     | —                 | Deuxième tour         |
| 2009-2010                                                                                | League One           | 6e          | 80          | 46          | 23          | 11          | 12          | 82          | 56          | +26         | Troisième tour     | Deuxième tour     | —                 | Deuxième tour         |
| 2010-2011                                                                                | League One           | 3e          | 87          | 46          | 25          | 12          | 9           | 77          | 48          | +29         | Quatrième tour     | Deuxième tour     | —                 | Finale Nord           |
| 2011-2012                                                                                | League One           | 4e          | 81          | 46          | 21          | 18          | 7           | 79          | 47          | +22         | Premier tour       | Deuxième tour     | —                 | Deuxième tour         |
| 2012-2013                                                                                | Championship         | 19e         | 58          | 46          | 15          | 13          | 18          | 53          | 73          | -20         | Cinquième tour     | Premier tour      | —                 | —                     |
| 2013-2014                                                                                | Championship         | 17e         | 53          | 46          | 14          | 11          | 21          | 58          | 65          | -7          | Quatrième tour     | Troisième tour    | —                 | —                     |
| 2014-2015                                                                                | Championship         | 16e         | 55          | 46          | 13          | 16          | 17          | 58          | 75          | -17         | Troisième tour     | Deuxième tour     | —                 | —                     |
| 2015-2016                                                                                | Championship         | 19e         | 51          | 46          | 13          | 12          | 21          | 59          | 70          | -11         | Troisième tour     | Premier tour      | —                 | —                     |
| 2016-2017                                                                                | Championship         | 5e          | 81          | 46          | 25          | 6           | 15          | 56          | 58          | -2          | Cinquième tour     | Premier tour      | —                 | —                     |
| 2017-2018                                                                                | Premier League       | 16e         | 37          | 38          | 9           | 10          | 19          | 28          | 58          | -30         | Cinquième tour     | Troisième tour    | —                 | —                     |
| 2018-2019                                                                                | Premier League       | 20e         | 16          | 38          | 3           | 7           | 28          | 22          | 76          | -54         | Troisième tour     | Deuxième tour     | —                 | —                     |
| 2019-2020                                                                                | Championship         | 18e         | 51          | 46          | 13          | 12          | 21          | 52          | 70          | -18         | Troisième tour     | Premier tour      | —                 | —                     |
| 2020-2021                                                                                | Championship         | 20e         | 49          | 46          | 12          | 13          | 21          | 50          | 71          | -21         | Troisième tour     | Premier tour      | —                 | —                     |
| 2021-2022                                                                                | Championship         | 3e          | 82          | 46          | 23          | 13          | 10          | 64          | 47          | +17         | Cinquième tour     | Deuxième tour     | —                 | —                     |
| 2022-2023                                                                                | Championship         | 18e         | 53          | 46          | 14          | 11          | 21          | 47          | 62          | -15         | Troisième tour     | Premier tour      | —                 | —                     |
| 2023-2024                                                                                | Championship         | 23e         | 45          | 46          | 9           | 18          | 19          | 48          | 77          | -29         | Troisième tour     | Premier tour      | —                 | —                     |
| 2024-2025                                                                                | League One           | 10e         | 64          | 46          | 19          | 7           | 20          | 58          | 55          | +3          | Premier tour       | Deuxième tour     | —                 | —                     |